# Terrorismo no Afeganistão
O Afeganistão é palco de grupos rebeldes e terroristas há muitos anos. Porém, foi depois de 2001, com a invasão dos Estados Unidos, que o terrorismo no país se intensificou e tomou grandes proporções, especialmente sob a imagem do Talibã.

## Forças rebeldes

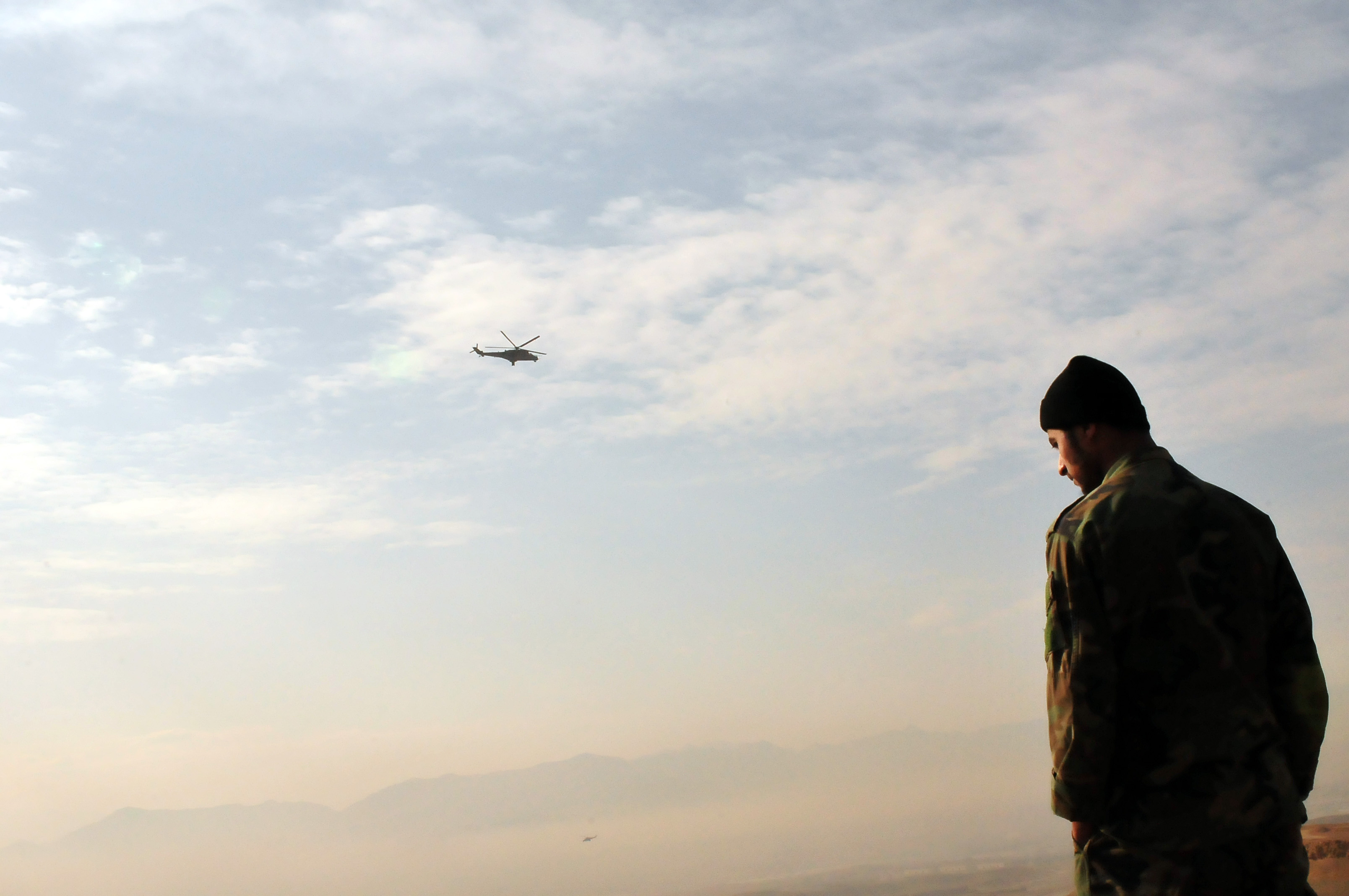
Soldado afegão e helicóptero soviético patrulhando a área

A República Islâmica do Afeganistão, estado soberano, é uma república desde 1973, quando o presidente Mohammed Daoud Khan assim a proclamou. Em 1979, após 6 anos de governo socialista, a União Soviética iniciou uma ocupação no Afeganistão que, entre outros objetivos, buscava evitar uma tomada de poder por parte da forte oposição islâmica que havia no país. Cerca de 10 anos depois, a resistência dos guerrilheiros mujahedin – apoiados pelos Estados Unidos da América – forçou a retirada das forças soviéticas do território afegão. Mas a guerra civil persistiu e, em 1992, os rebeldes tomaram a capital Cabul, transformando o Afeganistão em um estado islâmico. 

### Talibã
A partir de 1994, o Talibã começou a se desenvolver no sul do país. Liderado por Mullah Mohammed Omar, o grupo armado logo tomou as cidades de Charasiab e Candaar e passou a exercer grande influência política nas mesmas. Foi em setembro de 1996 que o Talibã conseguiu atacar e dominar a capital Cabul, implementando um governo islâmico no Afeganistão.
O Talibã acredita que o Islã é a única religião real e, portanto, deveria ser praticada por todos. O grupo se opõe fortemente a outras religiões e há insinuações de que o Talibã planejaria ataques a países nos quais o Islã não fosse a religião predominante.
A política do Talibã baseia-se na interpretação radical da lei islâmica. Assim, no país, as escolas para mulheres foram fechadas e as fontes de entretenimento, banidas. No início do século XXI, o Talibã já dominava 90% do território afegão e havia se aproximado da organização terrorista al-Qaeda, liderada por Osama Bin Laden. 

### Al-Qaeda
A organização fundamentalista islâmica, cercada de mistérios e dúvidas, não atua apenas no Afeganistão, mas conta com algumas de suas células no território do país. Seu antigo líder, Osama Bin Laden, foi morto em 2011 por forças norte americanas no Paquistão. Porém, no início do século XXI, a al-Qaeda e o Talibã se aproximaram e, com essa relação, a organização de Bin Laden estava livre para atuar no Afeganistão. Posteriormente, ele e outros membros da al-Qaeda receberam asilo no Afeganistão.
Desde a morte de Osama, acreditava-se em um enfraquecimento da al-Qaeda. Mas em abril de 2016 Mohammed Masoom Stanekzai, ministro da defesa do Afeganistão, declarou à CNN que a organização, agora liderada por Ayman al-Zawahiri, estava estabelecendo um perfil de discrição, mas que continuava crescendo, especialmente nas partes mais afastadas do país, onde há menos controle das forças dos EUA.

#### Campo de treinamento em Candaar
Em outubro de 2015, um campo de treinamento da al-Qaeda em Candaar foi destruído pelos Estados Unidos. Na ocasião, 160 membros da organização terrorista foram declarados mortos, o que comprovou que as forças americanas subestimavam a quantidade de integrantes da al-Qaeda no país. Estimativas anteriores ao ataque apontavam para um número entre 50 e 100 pessoas que fariam parte do grupo no Afeganistão.

### Estado Islâmico
Em janeiro de 2015, o grupo extremista Estado Islâmico do Iraque e do Levante expandiu-se oficialmente para fora do mundo árabe pela primeira vez ao estabelecer uma filial na região do Afeganistão, Paquistão e Irã.

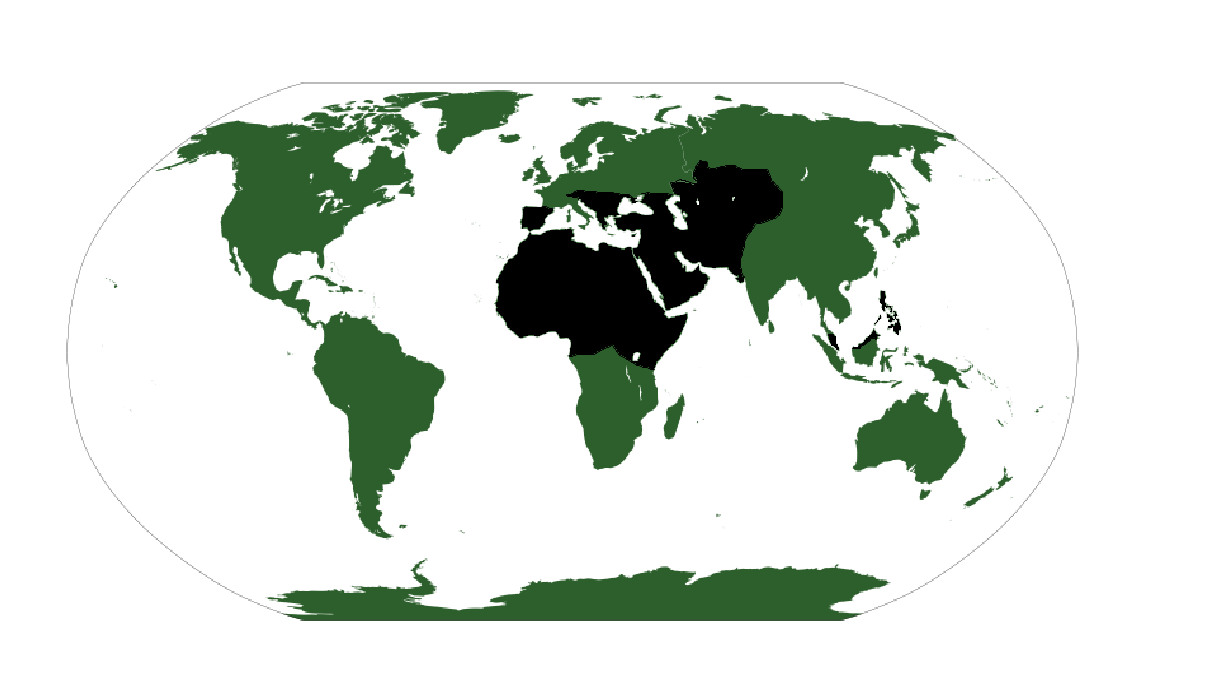
Mapa do Estado Islâmico

A expansão do Estado Islâmico para o território afegão gerou um conflito com o Talibã. De acordo com fontes da própria organização, o grupo nativo dedica uma força-tarefa com mais de mil combatentes apenas para derrotar o Estado Islâmico e já matou dezenas de seus combatentes. Ao mesmo tempo, o EI também ataca e mata integrantes do Talibã e, no início de 2015, chegou a decapitar 10 deles. 
A concentração do Estado Islâmico acontece no norte do Afeganistão, na região próxima ao Uzbequistão, ao Tajiquistão e à Chechênia. O objetivo do grupo é armar alianças que facilitem a passagem por fronteiras internacionais.
Autoridades informaram também que o Estado Islâmico ampliou sua influência no Afeganistão em 2016, ao criar um campo de treinamento e recrutamento, próximo à fronteira com o Paquistão.

## Relação com os Estados Unidos
Em setembro de 2001, a al-Qaeda assumiu a autoria do ataque ao World Trade Center, em Nova York. Logo, Osama Bin Laden tornou-se o inimigo número 1 dos EUA e o  então presidente George W. Bush lançou uma ofensiva contra o Afeganistão, território no qual viviam membros da al-Qaeda. Tinha início, de fato, a guerra contra o terror no Oriente Médio.

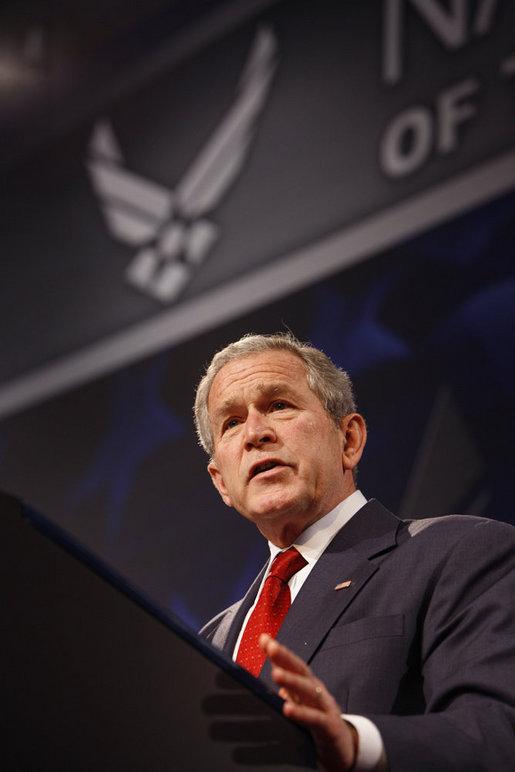
Presidente George W. Bush

Após a invasão das tropas norte americanas, o Talibã foi derrubado do poder e, em seu lugar, foi instaurado um governo gerido pelos Estados Unidos. Em 2009, o presidente dos Estados Unidos Barack Obama reforçou suas tropas no Afeganistão, com o envio de 4 mil soldados para treinar as tropas afegãs. Em julho do mesmo ano, uma ofensiva contra o Talibã foi lançada, sob a premissa de garantir a segurança no registro dos eleitores afegãos para as eleições de agosto daquele ano.

### Hafiz Saeed
Uma fonte da defesa dos Estados Unidos declarou que, em julho de 2016, o líder do Estado Islâmico no Afeganistão e no Paquistão, Hafiz Saeed, foi morto durante um ataque aéreo com drones na região da fronteira entre os dois países. A morte do líder extremista representou um enfraquecimento nas tentativas do Estado Islâmico de expandir seus domínios no Oriente Médio.

### Retirada de tropas
Em outubro de 2015, Barack Obama declarou que os planos de retirada completa de tropas americanas do Afeganistão foram postergados. O motivo seria a falta de preparo das forças afegãs em controlar o território sozinhas. Portanto, para 2016, ficou estabelecida a presença de 9 mil homens.
Ao contrário do que havia sido dito inicialmente, Obama não irá retirar todas as tropas antes do fim de seu mandato. Em 2017, o número de soldados dos EUA em território afegão será de 5500. Obama afirmou que esta decisão deve mostrar ao Talibã que o única maneira de se obter a retirada total das tropas dos EUA é chegar a um acordo com o governo  local. 

## Atentados no Afeganistão
Desde a sua deposição do poder, o Talibã tem reivindicado a autoria de diversos atentados em território afegão. O grupo pratica ataques a civis, assim como a embaixadas, hotéis e outros espaços públicos. O objetivo do Talibã, hoje, é a expulsão das forças da OTAN e a recuperação de seu território.
O Estado Islâmico também é responsável por atentados em território afegão. Abaixo, uma lista de alguns dos mais sangrentos atentados em terras afegãs desde 2002:

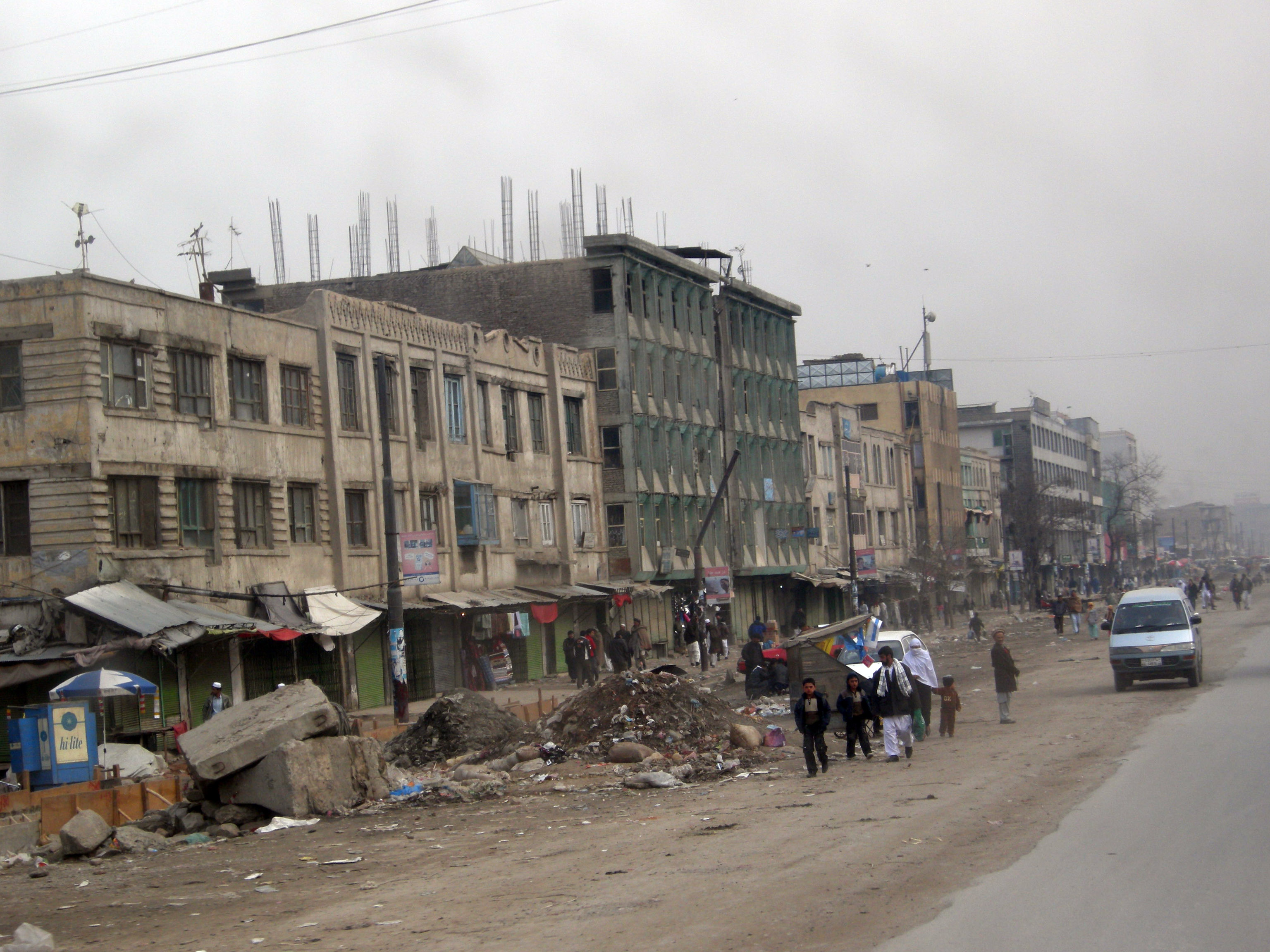
Centro de Cabul

### Explosão em Cabul
Em 5 de setembro de 2002, a explosão de um carro bomba na capital do Afeganistão, Cabul, matou 30 pessoas e feriu 167. O Talibã assumiu a autoria do ataque.	

### Bombardeio na embaixada da Índia
Em julho de 2008, a embaixada da Índia em Cabul foi alvo de um atentado que matou 58 pessoas e feriu 141. O carro bomba explodiu próximo aos portões do local nas primeiras horas da manhã. Ataques à embaixada e ao consulado indianos no país foram novamente alvos de ataques em 2009 e 2014.

### Ataque ao Hotel Inter-Continental
21 pessoas foram mortas pelo Talibã em um hotel em Cabul, no dia 28 de junho de 2011. Na ocasião, 30 oficiais do governo do Afeganistão estavam no hotel para participar de uma reunião com instruções sobre a transição das responsabilidades de segurança das forças americanas para os militares afegãos.

### Bombardeios em Cabul, Mazar-e-Sharif e Candaar
No dia em que os comemora-se a Ashura, dia sagrado no Islã xiita, dois bombardeios mataram cerca de 80 pessoas nas 3 cidades. Mais de 70 civis morreram somente em Cabul, onde um suicida explodiu uma mochila cheia de explosivos. O caso aconteceu em 6 de dezembro de 2011.

### Reféns no Lago Quargha
No dia 21 de junho de 2012, militantes do Talibã mataram guardas e fizeram 50 reféns no Lago Quargha, em Cabul. A ação durou a noite toda e resultou em 21 mortes, sendo 17 civis. O Talibã se responsabilizou pelo atentado, alegando que o ataque foi feito por conta de atitudes consideradas “indecentes” por parte dos estrangeiros, como a ingestão de álcool.

### Ataques em Cabul
Em 7 de agosto de 2015, o Talibã praticou seu primeiro grande ataque desde a morte de seu líder Mullah Omar, em abril de 2013. Na ocasião, uma série de bombardeios na capital Cabul matou aproximandamente 50 pessoas e feriu cerca de 500. O primeiro ataque foi realizado por um caminhão bomba, próximo a uma base do exército afegão. O segundo aconteceu em um instituto de treinamento de forças afegãs, quando um homeme vestido com uniforme militar se explodiu, matando outros oficiais. O último ataque foi uma série de explosões e tiros a uma base das forças especiais dos Estados Unidos.

### Ataque em Cabul
No dia 19 de abril de 2016, o Talibã matou 71 pessoas e deixou 350 feridos em Cabul. O ataque foi feito a um grupo de seguranças que protegia integrantes do governo. Foi o maior ataque do Talibã em uma área urbana desde 2001. O atentado teve início com a explosão de um carro bomba e foi seguido por militantes que abriram fogo. 

### Crise de refugiados na rodovia Kunduz-Takhar
Em 31 de maio de 2016, militantes do Talibã disfarçados de oficiais do governo sequestraram cerca de 220 civis em um falso pedágio na estrada Kunduz-Takhar. Pelo menos 27 civis foram mortos pelos terroristas. A ação se repetiu em 8 de junho do mesmo ano, quando 40 pessoas foram sequestradas e 12, mortas. Não se sabe ao certo quando o incidente terminou.

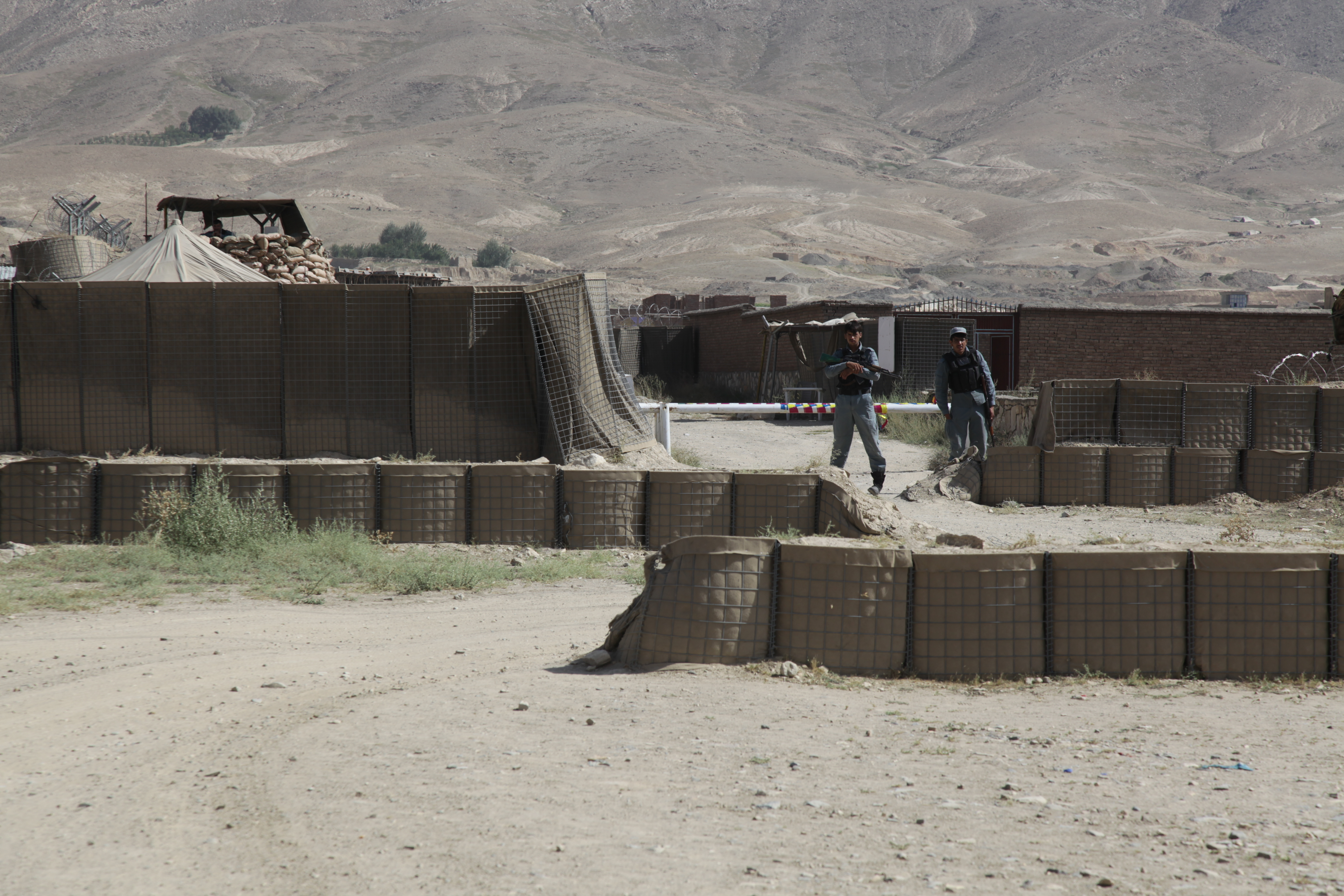
Província de Wardak

### Bombardeios na província de Wardak
Um grupo de cadetes retornando de sua cerimônia de graduação foi atacado por dois homens-bomba militantes do Talibã. Pelo menos 40 pessoas morreram e 50 ficaram feridas na explosão. O caso ocorreu em 30 de junho de 2016, logo após o ataque a guardas da embaixada do Canadá em Cabul e durante o sequestro de civis na rodovia Kunduz-Takhar. Todos os eventos aconteceram durante o Ramadã, o mês sagrado do islamismo. 

### Atentado em passeata na capital Cabul
O Estado Islâmico assumiu a autoria do ataque que matou 80 pessoas e deixou mais de 200 feridos em Cabul. O fato, que ocorreu durante uma passeata de xiitas na capital, foi feito por dois homens-bomba. O EI segue a corrente sunita.